# Гефельсберг
Гефельсберг (нім. Gevelsberg) — місто в Німеччині, розташоване в землі Північний Рейн-Вестфалія. Підпорядковується адміністративному округу Арнсберг. Входить до складу району Еннепе-Рур.
Площа — 26,27 км2. Населення становить 30 733 ос. (станом на 31 грудня 2020).